# Belote
Pour les articles homonymes, voir Belotte (homonymie).
 (juillet 2010).
Si vous disposez d'ouvrages ou d'articles de référence ou si vous connaissez des sites web de qualité traitant du thème abordé ici, merci de compléter l'article en donnant les références utiles à sa vérifiabilité et en les liant à la section « Notes et références ».
La belote (ou belotte) est un jeu de cartes arrivé en France vers 1914 se jouant à quatre avec un jeu de 32 cartes, des déclinaisons existent pour 2 ainsi que 3 joueurs.
Les joueurs sont répartis en équipes de deux joueurs, les membres d'une même équipe se faisant face et ayant à leur droite et à leur gauche chacun des joueurs adverses. C'est un jeu à contrat, dans le sens où l'une des deux équipes s'engage à faire plus de points que l'adversaire, et dont l'échec est pénalisé. Il s'apparente au jass, qui se joue avec 36 cartes, et est très proche du klaverjassen néerlandais. Il existe plusieurs versions, notamment la contrée ou encore la coinche, la belote de comptoir.

## Historique

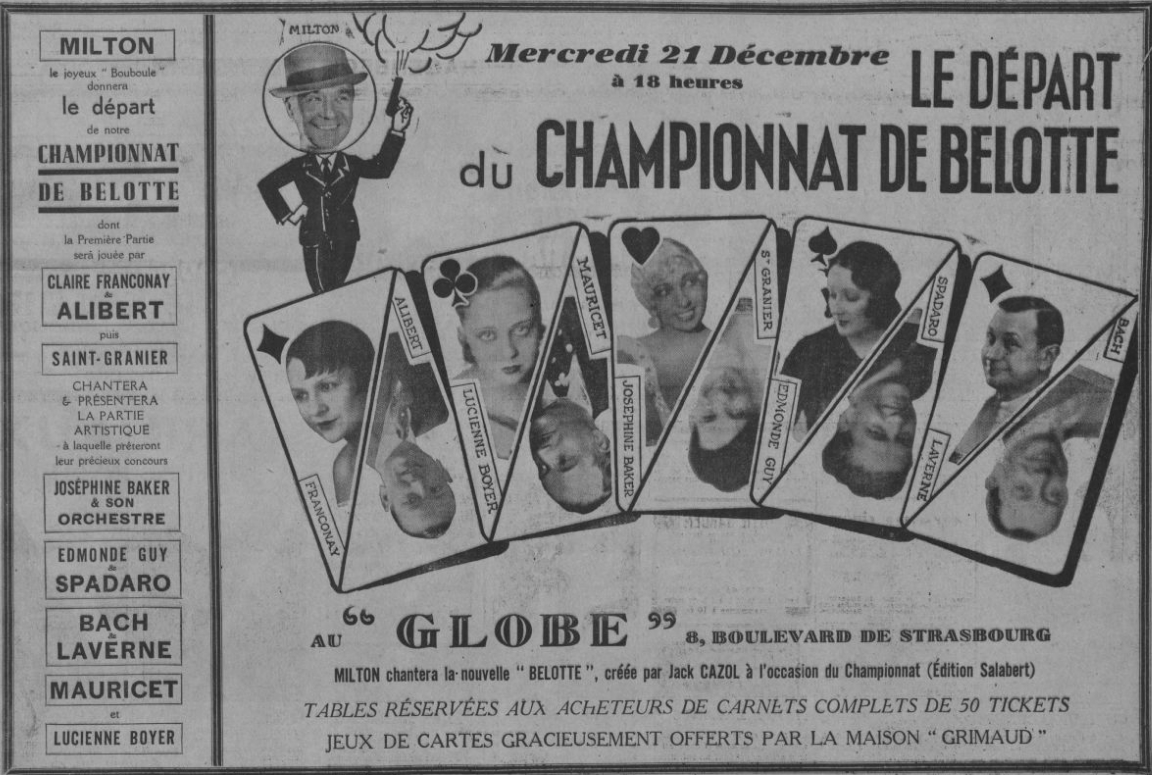
Annonce d'un championnat de belotte (sic) animé par des vedettes du music-hall dans la salle du Globe à Paris en décembre 1932.

Selon le Larousse du XXe siècle (1928-1933), la belote serait apparue en 1914. Cela est confirmé par l’ancien commissaire de police Louis Carpin, dans La belotte : traité complet du jeu de belotte à deux, à trois ou à quatre joueurs. À propos de l’« Origine du Jeu de la Belotte », l’auteur écrit (p. 3) qu’« …on ne le joue guère, en France et notamment à Paris, que depuis une dizaine d'années ; c'est surtout depuis la guerre, principalement depuis 1915, qu'il s'est répandu dans les cafés et, plus tard, dans les cercles et salons. »
Pourtant, le journaliste et romancier Jacques Roberti publie dans Candide, n° 397, 22 octobre 1931, un article intitulé « Vie et mort de la belotte », où il raconte avoir « eu la bonne fortune de dénicher dans un marché aux puces un document historique : la Règle officielle et générale de la Belotte », qu’il décrit comme « un petit manuel de vingt-huit pages, édité en 1906 par M. Berl ». 
Ce témoignage pourrait paraître suspect si un autre auteur, le maître d'échecs Georges Renaud, indépendamment, n’en avait fait état aussi dans son livre La belote (Monaco, 1945). Si aucun exemplaire de ce petit livre n'a pu être retrouvé, ces deux témoignages permettent de penser qu'il a bien existé. 
Enfin, Émile Chautard, dans La vie étrange de l'argot (Paris, 1931), affirme de son côté sous le mot « Belotte (1906), jeu » (p. 40-41) : « Nous avons vu jouer la belote [ici, avec un seul t] pour la première fois en 1906, à Montmartre où se réunissaient des Roumains (romanichels) et des Bulgares. »
Il faut donc bien admettre que la belotte était déjà là vers 1900.
Le nom du jeu, attesté à partir de 1915 et dont l'orthographe hésite très longtemps entre les formes « belote » et « belotte », est d'origine inconnue, son hypothétique invention par un certain M. Belot ne pouvant pas être prouvée et relève clairement de l’étymologie populaire. 
Un des premiers auteurs de règle, Eugène Soullier, écrit en 1921 : « La Belotte est une transformation du Smoosjass hollandais et flamand et du Glabuasse [sic pour “klabberjass”] hongrois dont le cinquante (4e) est le maximum de l'annonce. Ils avaient pris leur titre par le Valet d'Atout. La Belotte (mariage d'atout), qui se dit Bailé [belje], a pris le sien par le mariage ». On trouve en effet en Europe centrale plusieurs jeux affinitaires de la belote où le mariage d’atout – la belote – est nommé bella en yiddish. Bella est aussi parfois le nom du jeu dans la communauté juive originaire d’Europe centrale. Ce terme vient probablement du néerlandais belle-bruid (mariage d’atout), lui-même… du français belle qu’on trouve parfois aux XVIIe et XVIIIe siècles dans certains jeux de cartes pour désigner une carte forte.
Les rares attestations datant de la première guerre mondiale sont parisiennes. Les premières règles sont éditées par les Éditions Albin Michel vers 1920 sous la forme de fascicules vendus par correspondance.
La belote se répand très rapidement dans la première moitié des années 1920, et commence à accéder à une certaine notoriété médiatique au milieu de cette décennie. Dans un article du journal La Presse intitulé « Le nouveau jeu : Hymne à la belote » (22 août 1926), Serge Veber écrit : « La belote s'est définitivement implantée en France. Il semble que son règne sera moins éphémère que celui du mahjong ou des mots-croisés [sic]. […] Combien de temps durera cette passion ? Je crois très longtemps. Et je le crois parce que c'est réellement un jeu de cartes très amusant. Et c'est peut-être le seul qui soit aussi amusant à deux, qu'à trois et à quatre ».

## Diffusion

### France
Depuis 1999, plusieurs associations ont été déclarées sous la dénomination « Fédération française de belote » :
- une association située à Dax, déclarée à la sous-préfecture de Dax le 27 février 1999[10] ;
- une association située à Bastia, déclarée à la préfecture de la Haute-Corse le 27 novembre 2000[11] ;
- une association située à Paris, déclarée à la préfecture de police le 9 avril 2010[12] ;
- une association située à Nice, déclarée à la préfecture des Alpes-Maritimes le 5 avril 2015[13];

Un Championnat de France de belote existe depuis 2006.

### Italie
La belote est largement répandue en Vallée d'Aoste, Piémont et Ligurie.

### Reste du monde
- Algérie : Belote coinche.
- Bulgarie : Bridge-Belote (Бридж-белот)
- Grèce : Vida (Βίδα)
- Chypre : Pilotta (Πιλόττα)
- Croatie : Bela
- Macédoine du Nord : Бељот
- Arménie : Bazaar Belote
- Arabie saoudite : Baloot.
- Russie : Belote (Белот)[15]
- Tunisie : Belote
- Moldavie : Belote
- Madagascar, Tsiroanomandidy : Belote
- Mauritanie : Bilette
- Maroc : bellote (joué surtout à Fès[réf. nécessaire])
- Sagonte : bolot (joué avec Jeu de cartes espagnol).

### Popularité
Selon les données recueillies sur une des plateformes en ligne les plus visitées de Belote (VIP Belote), les pays où l'on joue le plus sont:
1. France
2. Belgique
3. Algérie
4. Canada
5. Grèce
6. Allemagne
7. Bulgarie
8. Croatie
9. Chypre
10. États-Unis

## Règles du jeu

### Ordre  des cartes
Les cartes suivent un ordre hiérarchique descendant qui dépend de leur couleur selon qu'elle est atout ou non :
| As de cœur | Dix de cœur | Roi de cœur | Dame de cœur | Valet de cœur | Neuf de cœur | Huit de cœur | Sept de cœur |

| Valet de cœur | Neuf de cœur | As de cœur | Dix de cœur | Roi de cœur | Dame de cœur | Huit de cœur | Sept de cœur |

Dans le cadre des annonces, les cartes suivent un ordre hiérarchique descendant naturel :
| As de cœur | Roi de cœur | Dame de cœur | Valet de cœur | Dix de cœur | Neuf de cœur | Huit de cœur | Sept de cœur |

### Valeur des cartes
Une fois les 8 levées du jeu de la carte effectuées, un joueur de chaque équipe additionne les points correspondant aux cartes des plis faits par son équipe. Si celle-ci a fait le dernier pli, il rajoute 10 points au total obtenu. Il s'agit de la règle du « dix de der » – der est le diminutif de dernière levée.
Le total des points du jeu est de 162, en comptant le « dix de der ». Si la somme des deux totaux obtenus est différente de ce nombre, on doit procéder à un nouveau décompte des points.
- Hors atout :
  - L'as vaut 11 points
  - Le dix vaut 10 points
  - Le roi vaut 4 points
  - La dame vaut 3 points
  - Le valet vaut 2 points
  - Le neuf, le huit, le sept valent chacun 0 point

- À l'atout :
  - Le valet vaut 20 points ;
  - Le neuf vaut 14 points ; il est appelé le « quatorze »
  - Les autres cartes ont la même valeur que hors atout.

| Hors atout |    |    | A  | 10 | R | D | V | 9 | 8 | 7 |
| ---------- | -- | -- | -- | -- | - | - | - | - | - | - |
| Valeur     | 20 | 14 | 11 | 10 | 4 | 3 | 2 | 0 | 0 | 0 |
| À l'atout  | V  | 9  | A  | 10 | R | D |   |   | 8 | 7 |

### Mélange des cartes
En principe on ne mélange les cartes qu'en début de partie. Ensuite les cartes ne sont jamais mélangées mais seulement coupées par le joueur de gauche à la fin de chaque tour afin de "casser partiellement les plis", tout en permettant au cours du jeu une certaine mémorisation des plis de la donne précédente. Néanmoins, les variantes où le jeu de cartes est légèrement brassé avant chaque distribution (uniquement par le donneur) ajoutent une part de hasard au jeu qui favorise les "risquettes".
Concernant les règles dites "officielles" : Auparavant le mélange était optionnel dans les règles officielles de la belote classique. Cependant, pour des raisons de tricheries faciles pour les manipulateurs de cartes, le mélange est désormais obligatoire dans les règles officielles de la belote classique, ainsi que la coupe qui s'ensuit par le joueur à gauche du donneur.
En principe, le jeu est toujours coupé par le joueur de gauche à la fin de chaque tour, afin de "casser" partiellement ces plis.
Le mélange obligatoire des cartes n'appartient pas à la tradition populaire de la belote. Il a été mis en avant dans des règles dites officielles (toutes de sources récentes très largement postérieures à l'usage du jeu et qui ne peuvent s'approprier une officialisation du jeu, celui-ci étant dans le domaine public), essentiellement pour des raisons pragmatiques anti-triche dans les concours de belote, mais aussi pour des raisons pratiques de distribution aléatoire sur les jeux en ligne.
Le mélange des cartes n'est donc pas habituel et encore moins obligatoire dans le jeu traditionnel. Il convient donc comme souvent à la belote de s'accorder sur les règles avant de débuter une partie.

### La donne
La distribution des cartes, communément appelée donne s'effectue le plus souvent dans le sens inverse des aiguilles d'une montre (comme le tarot), mais certains utilisent le sens des aiguilles d'une montre (comme la manille et beaucoup d'autres jeux). Le joueur situé à gauche du donneur doit effectuer la coupe du jeu : il sépare le jeu en deux tas, chacun devant contenir au moins quatre cartes (nombre de cartes d'un pli).
Lors du premier coup de la partie, un joueur est désigné au hasard pour effectuer la première donne. Pour cela, chacun des quatre joueurs tire une carte dans le paquet, et celui qui obtient la plus petite donne – cette procédure est appelée « la plus petite fait », le verbe faire étant ici synonyme de donner ou distribuer. Le donneur du coup suivant sera le joueur situé à droite du donneur précédent.
Après avoir regroupé le jeu en inversant l'ordre de coupe, le donneur distribue les cartes en commençant par son voisin de droite, de la manière suivante : trois cartes (situées sur le dessus du tas) sont distribuées face cachée à chaque joueur puis deux cartes supplémentaires leur sont distribuées de la même manière (ou l’inverse 2 puis 3). Dans la version annemassienne, il est possible d'alterner 3 cartes puis 2 cartes dans le même tour de donne.

### Le contrat
La prise de contrat peut comporter deux tours :
Après la première phase de distribution, le donneur retourne la carte du dessus du tas non encore distribuée. La couleur de la carte ainsi retournée est proposée comme contrat d'atout aux joueurs : chaque joueur, dans le sens de la distribution en commençant par la droite du donneur, accepte ou non l'atout. S'il n'en veut pas il dit : « je passe » ou « une ». Le premier joueur qui accepte l'atout dit « je prends », récupère la carte retournée. On procède alors à une deuxième phase de la distribution : les joueurs reçoivent 3 nouvelles cartes, sauf celui qui a accepté le contrat, qui n'en reçoit que 2.
Si personne n'accepte cette proposition de contrat, on procède à un deuxième tour où chacun peut choisir une quelconque couleur d'atout, parmi les 3 couleurs restantes. Il récupère alors la carte retournée et on procède à la deuxième phase de distribution. Le joueur qui passe une seconde fois dit : « deux ». Chaque joueur dispose donc de 8 cartes en fin de donne, qu'il peut classer et consulter à sa guise (il les tient généralement en éventail dans sa main, devant lui) mais sans les rendre visibles des autres joueurs.
Si aucune couleur d'atout n'est choisie, on procède à une nouvelle donne : les cartes sont regroupées, le joueur qui vient de donner coupe le jeu et son voisin de droite commence alors la donne suivante.
En cas d'erreur dans la donne (les joueurs doivent vérifier qu'ils possèdent bien 8 cartes), deux choix existent selon les règles :
- Une nouvelle coupe et une nouvelle donne sont effectuées par les mêmes joueurs sans pénalité.
- On entame le coup suivant (le donneur change) et l'équipe adverse à celle du donneur fautif reçoit 162 points.
- Dans les règles officielles, la première fausse donne conduit à la première règle ; une seconde fausse donne conduit à une pénalité : l'équipe fautive est interdite de prise pendant ce tour ; et une troisième fausse donne conduit à la deuxième règle ci-dessus.

Dans certaines régions, la partie peut être annulée si l'un des joueurs a moins de 11 points dans son jeu (à la Coinche uniquement ?[réf. souhaitée]). Toutefois cette règle n'est pas mentionnée dans les règles officielles. À la Belote classique, la partie continue.

### Le jeu de la carte
Il s'agit de la partie centrale du jeu, au cours de laquelle les joueurs déposent leurs cartes, lors de 8 tours de jeu appelés plis ou levées. Elle est commune à tous les types de belote.
Le jeu de la carte débute dès que toutes les cartes ont été distribuées.
Le joueur situé à la droite du donneur effectue la première entame, ce qui signifie qu'il dépose une des cartes de sa main au milieu de la table.
Les trois autres joueurs déposent ensuite à leur tour, dans le sens de distribution, l'une des cartes de leur main au milieu de la table selon les règles du jeu.
Le joueur ayant déposé la carte la plus forte en atout, ou, à défaut d'atout, de la couleur de l'entame, remporte le pli à la fin du tour, il le retourne et le dépose au-dessus de ceux que lui et son partenaire ont déjà remporté. C'est alors à lui d'effectuer l'entame suivante.

#### Cas de figure
- Si le joueur possède au moins une carte de la couleur d'entame, il doit jouer l'une de ces cartes.
- Si le joueur ne possède pas de cartes de la couleur d'entame et que la carte la plus forte sur le tapis est actuellement celle déposée par son partenaire, il joue la carte de son choix (il peut également jouer un atout s'il le souhaite, y compris inférieur à celui de son partenaire). Il a, par ce biais, la possibilité de faire un « appel » à son partenaire ou une simple « défausse » (aussi appelée une « pisse »).

#### Coupe
- Si le joueur ne possède pas de cartes de la couleur d'entame, que la carte la plus forte n'a pas été déposée par son partenaire et qu'il possède des cartes d'atout, il est obligé de jouer l'une de ses cartes d'atout. On dit alors qu'il "coupe". Autrement, si le joueur ne possède pas de cartes de la couleur d'entame et que son partenaire est maître, le joueur n'est pas tenu de couper (mais il peut néanmoins couper s'il le souhaite pour faire le pli et avoir l'initiative de l'entame suivante).
- Quand on joue atout (soit qu'il s'agisse de la couleur d'entame, soit parce qu'on doit couper la couleur d'entame, le partenaire n'étant pas maître, soit parce qu'on souhaite tout de même jouer atout même si le partenaire est maître), on est obligé si possible de monter à l'atout, c'est-à-dire de jouer une carte d'atout plus forte que la plus forte carte d'atout déjà posée. Cette règle s'applique dès lors qu'on joue un atout, même si c'est son partenaire qui a mis la carte d'atout la plus forte.
- Si on ne peut monter, on doit tout de même jouer un atout (si c'est la couleur d'entame, ou si on doit couper la couleur d'entame, le partenaire n'étant pas maître car un autre atout a été posé).

#### Défausse
- Si le joueur ne possède ni cartes de la couleur d'entame, ni cartes d'atout, il joue la carte de son choix.

#### Dedans
L'équipe qui prend (choisit l'atout) doit gagner la partie : elle doit marquer plus de points que son adversaire. Si ça n'est pas le cas, elle est dite dedans et l'équipe adverse emporte les 162 points. En Belgique, dedans est souvent remplacé par couille (boîte). Dans cette acception, le terme couille ne revêt pas de caractère vulgaire particulier.

#### Capot
Un capot est réussi par une équipe si elle remporte les 8 plis de la donne. Il rapporte 252 points. Cependant, selon certaines règles, si c'est l'équipe qui a pris qui est mise capot, on compte alors simplement un dedans (162 points) pour l'équipe adverse. Mais selon les règles officielles de la Belote classique, un capot rapporte toujours 252 points, ou 272 si l'équipe qui a réussi un capot a aussi déclaré une belote-rebelote.
Selon certaines règles, un capot demandé vaut 500 points et 520 avec belote et rebelote. Mais si le capot est non demandé, on ne décerne que 250 ou 270 points.

#### Litige
Le litige est un cas de figure rare où chacune des équipes totalise exactement le même nombre de points (soit 81 points en général pour les donnes comptant 162 points, 91 points si la belote a été annoncée, ou encore d'autres valeurs si l'on joue avec les annonces). Dans ce cas, l'équipe qui défend (celle qui n'a pas pris) marque immédiatement ses points. Ceux de l'équipe du preneur seront acquis par le vainqueur de la donne suivante.
Exemple : l'équipe A "prend". La donne aboutit à un litige, donc l'équipe B est immédiatement créditée de 81 points. À la donne suivante, l'équipe A est "dedans", alors l'équipe B gagne 162 + 81 points, soit 243 points pour cette deuxième donne.

#### La belote-rebelote
Si un joueur possède dans sa main le roi et la dame d'atout, il doit annoncer « belote » puis « rebelote » lors de la pose de ces deux cartes, ce qui permet à son équipe de remporter 20 points supplémentaires. Si le joueur omet d'annoncer belote et rebelote, (ou, s'il annonce belote et omet de dire rebelote), les 20 points ne sont pas attribués. Les points de la "belote-rebelote" sont garantis en cas de capot. Lors de cette annonce, il y alors 182 points en jeu. Dans certains cas (et notamment dans les concours en Belgique et dans les règles officielles de la Belote Classique), le roi doit impérativement être joué avant la dame lorsque le joueur possède ces deux cartes. Il dit alors « belote » lorsqu'il joue le roi et « rebelote », ou « dame belote » lorsqu'il joue la dame. S'il fait l'inverse, les 20 points ne peuvent dès lors pas être comptabilisés (ceci reste cependant une règle optionnelle qu'il convient de déterminer avant le début de la partie bien qu'elle soit la règle officielle et originelle de la Belote Classique).

##### Exemples
La belote-rebelote peut sauver une équipe du dedans et du litige.
Exemple 1 : l'équipe A a pris et totalise 87 points (l'équipe B a donc 162 - 87 = 75 points). Si l'équipe B a déclaré une belote-rebelote durant la donne, ce qui lui vaut 20 points de plus, donc l'équipe B obtient 95 points, ce qui est supérieur aux 87 points de l'équipe A. En conséquence, l'équipe A est dedans.
Exemple 2 : l'équipe A obtient exactement 71 points (donc B a 91 points). Elle a déclaré une belote-rebelote durant la donne, donc l'équipe A totalise 91 points, soit exactement le même nombre de points que B. En conséquence il y a litige : B gagne 91 points garantis, A gagne ses 20 points de belote-rebelote garantis et les 71 points restants sont remis en jeu pour la prochaine donne.

## Principales tactiques de jeu

### L'atout
La couleur de l'atout est la couleur principale de la belote, autour de laquelle se bâtissent les stratégies « classiques ». L'équipe qui part choisit généralement l'atout parce qu'elle a les plus forts (valet, neuf) et en a plus que l'équipe adverse ; de ce fait, elle cherche à faire tomber les atouts, afin que l'équipe adverse n'en ait plus. L'équipe qui part peut alors jouer ses as sans risquer de se faire couper. Il est bien évidemment défendu que des partenaires se concertent pour évaluer leur chances de prendre ; d'où l'intérêt de bien connaître son partenaire et ses habitudes, pour essayer de deviner quelques cartes de son jeu.
L'équipe qui défend, quant à elle, cherche à garder ses atouts, et à faire couper ses adversaires, afin de leur faire perdre leurs atouts sans en investir.

### Le choix de l'atout
Étant donné que l'on n'a que 5 cartes sur les 8 finales lors du choix de l'atout, celui-ci se fait en tenant compte d'un facteur chance. Toutefois, les considérations suivantes peuvent être prises en compte :
- le joueur immédiatement après le donneur peut supposer que les cartes qu'il va recevoir ensuite seront de la même couleur que la carte proposée à l'atout, en supposant que les cartes faisaient partie d'un même pli à la donne précédente (si cela se réalise on dit parfois qu'on est sous la gouliche, sous la gouttière, sous la goulotte, sous la pissée, sous la tourne, sous le robinet, sous la fontaine, sous la douche...). Ce principe s'applique également à son partenaire : un joueur peut prendre parce que son partenaire va recevoir les cartes qui suivent celle qui est présentée.
- le valet tournant (la carte retournée est un valet) est une forte incitation à prendre : on est sûr d'éviter un capot (en plus d'avoir la plus forte carte du jeu). Parfois certains le font également pour éviter un carré de valets chez l'adversaire quand ils n'en ont pas en main.
- d'une façon générale, la mémorisation des plis du jeu précédent peut dicter le choix de l'atout car à partir de la carte retournée on peut en théorie déduire les cartes déjà distribuées et celles à venir. Tout le monde ne mémorise cependant pas le jeu avec la même facilité et cela vient en jouant. La plupart du temps, une carte retournée, surtout si elle est singulière ou a joué un rôle particulier au tour précédent, permet de se souvenir du pli dont elle faisait partie. On peut donc se dire : sous l'As se trouve le 10, ce 7 a coupé un As, etc.
- si personne n'a voulu de l'atout proposé, lors du deuxième tour, le choix de l'atout s'accompagne de considération sur la carte retournée qui reviendra à celui qui prend : ainsi, dont une couleur qui ne sera donc pas l'atout, un As est évidemment très bon à prendre, ou un 10 s'il n'est pas sec.
- si l'on parle en dernier, on est certain que la couleur n'intéresse personne et on prend donc avec moins de risque (sauf face à quelqu'un qui voudrait jouer la chute de l'équipe adverse, mais à long terme cette tactique n'est pas payante puisqu'on néglige ainsi des opportunités de victoires).
- il ne faut pas hésiter à prendre avec un jeu correct : une équipe qui ne prend pas assez souvent ne gagnera pas le match.

### Les appels
Les appels sont un élément primordial à la belote car ils consistent à faire comprendre à son partenaire quelles cartes maîtresses (capable de remporter un pli) on a. Il convient de se mettre d'accord avec le partenaire sur la façon de faire des appels avant de jouer. On peut distinguer les appels en défaussant, effectués en défaussant au cours d'un pli où le partenaire est maître, et les appels à l'atout, effectués lorsque le partenaire a lancé un pli à l'atout et destinés à le renseigner sur les atouts que l'on possède.
Appels en défaussant :
- La longue : dans le cas où un joueur a plusieurs cartes maîtresses (par exemple As, Dix, Roi…) il peut se défausser de l'As pour faire comprendre qu'il a le Dix. Il ne doit en aucun cas se défausser du Dix, défausse signifiant qu'il ne possède pas l'As.

- Appel direct : un joueur se défausse par exemple d'un petit cœur pour montrer à son partenaire qu'il a l'as de cœur ou un cœur maître.

- Appel indirect : un joueur se défausse d'un pique pour montrer à son partenaire qu'il a l'as de trèfle ou d'un cœur pour montrer à son partenaire qu'il a l'as de carreau et inversement.

- Appel indirect « croisé » : cœur/trèfle pique/carreau.

- Appel négatif : un joueur se défausse par exemple d'un petit cœur pour montrer à son partenaire qu'il n'a rien d'intéressant à cœur (et conserver toutes les cartes intéressantes de sa (ou ses) longue(s) aux autres couleurs).

- Appel moderne : la défausse rouge sur rouge ou noir sur noir indique un intérêt dans la couleur défaussée; la défausse rouge sur noir ou noir sur rouge indique un refus de la couleur défaussée.

- Belote à l'atout : un joueur qui annonce belote et fournit le roi d'atout ne possède que le roi et la dame, par contre s'il fournit la dame il a au moins 3 atouts : cela peut permettre au preneur de savoir s'il reste des atouts chez les adversaires.

- As d'atout : un joueur qui fournit l'as d'atout sur le valet de son partenaire ne possède pas le neuf d'atout (qu'il aurait dû fournir dans ce cas s'il le possédait).

L'appel indirect est préférable à l'appel direct car il permet de se débarrasser des cartes que l'on ne veut pas : ainsi se défausser d'un 7 de carreau permet de faire coup double en se débarrassant d'une carte inutile et en montrant qu'on a l'as de cœur. Il permet également de pouvoir faire un appel en cas d'as sec, c'est-à-dire lorsque la seule carte d'une couleur qu'on a est l'as. Il permet également d'éviter de se démunir d'une carte de sa longue, parfois indispensable pour réussir le capot.
L'appel indirect « croisé », plus aléatoire, est un complément à l'appel indirect utilisable comme dans le cas où le partenaire a l'as de pique et l'as de trèfle. Si on joue trèfle, il comprendra que ça ne peut pas être un appel à pique et donc qu'on a l'as de cœur.
L'appel moderne permet de donner plus d'information (puisqu'on peut demander ou refuser d'une couleur).
Les appels peuvent servir à indiquer une carte maîtresse autre que l'as : par exemple si l'as de carreau est tombé précédemment et qu'on se défausse d'un cœur (appel indirect), cela peut signifier qu'on a le dix de carreau (ou le roi si le dix est tombé aussi, etc.).

### Les impasses
Une impasse consiste à ne pas jouer volontairement une carte maîtresse en supposant que la carte immédiatement en dessous ne sera pas jouée, et qu'on pourra la prendre dans un pli ultérieur avec la carte maîtresse (aussi appelé feinte de balayeur en retraite).
Exemples :
- Partenaire A joue un 8 de carreau, Adversaire B n'a pas de carreau et se défausse d'une autre couleur et Partenaire C joue une Dame de carreau. Adversaire D qui possède l'As et le Valet voit que le 10 n'a pas encore été joué et joue alors le Valet en souhaitant que la prochaine fois que la couleur carreau sera demandée, il prendra le 10 avec son As.
- D'une autre manière un joueur possédant un As second ou troisième peut faire une entame en jouant en dessous c'est-à-dire une carte moins forte que son As (par exemple un Roi) en espérant pouvoir prendre le 10 ensuite, lors d'un prochain tour à la couleur.
- Enfin, dans le cadre de la belote avec annonces, un joueur montrant une tierce au 10, si son partenaire (ayant l'As) joue une petite carte à la couleur il peut comprendre qu'il joue en dessous et qu'il doit jouer le 10 (par exemple pour prendre la main).

Lors des impasses, deux risques sont possibles : le premier est de se faire couper au second tour de la couleur de l'impasse, et le second est d'avoir fait l'impasse au début du pli et de voir le dix joué par un adversaire.
Faire ou ne pas faire une impasse dépend beaucoup du jeu qui a déjà été joué. Voici quelques exemples où le fait de faire une impasse est adapté :
- Tous les atouts sont tombés ou les adversaires n'ont plus d'atouts : nous n'avons plus alors le risque de nous faire couper notre carte maîtresse (mais le risque que l'adversaire ait le 10 sec et fasse tous les plis restants).
- Aucune carte de la couleur avec laquelle on fait l'impasse n'a été jouée : on a plus de chances que tout le monde ait de cette couleur (surtout les adversaires).

En général, c'est l'équipe qui a pris (qui se veut alors plus offensive) qui joue ce jeu-là, ayant normalement éliminé les atouts des adversaires.
Un joueur expérimenté se base sur les cartes restantes dans le jeu et estime le risque en fonction.

### Le dix de der
Le dernier pli (la dernière levée) est un pli important qui vaut dix points supplémentaires. Ces dix points sont appelés dix de der, le dernier pli est aussi souvent appelé dix de der par extension.
Il contient souvent des cartes valant des points telles que des dix, voire des as que tout le monde a voulu garder jusqu'à la fin pour espérer faire un pli, ou que certains n'ont pas osé prendre le risque de charger (parfois à l'aveugle) : il n'est ainsi pas rare qu'un « dix de der » fasse 20, 30 ou 40 points et il est par conséquent conseillé si on y va avec peu d'atouts d'en garder un jusqu'à la fin pour tenter de faire ce pli.

## Décompte des points
À la belote (comme à la coinche) il est important de toujours regarder le score car cela influe sur les décisions à prendre ; ainsi on évitera d'y aller trop léger au risque d'être dedans si les équipes sont proches de la victoire.

### Modalités
Pour gagner la donne, l'équipe qui est partie (c’est-à-dire qui a choisi l'atout) doit totaliser 82 points (sans compter les points éventuels de la belote et des annonces qui sont comptés après).
- Si elle a gagné la donne, l'équipe qui est partie ajoute les points faits à cette donne à son total de points. Elle marque 90 points supplémentaires en cas de capot. L'équipe adverse fait de même.
- Si elle a perdu la donne, l'équipe qui est partie ne marque aucun point (hors belote). L'équipe adverse marque 162 points, ainsi que les points des annonces de l'équipe perdante s'il y en a.

### Décompte avec papier-crayon
Les scores peuvent être inscrits sur une feuille de papier ou un calepin et devraient être logiquement comptés au point près. Néanmoins certains joueurs arrondissent à la dizaine la plus proche, comme expliqué ci-dessous. Bien souvent, le joueur chargé de compter les points appose en tête des deux colonnes les lettres « N » et « E » pour « Nous » et « Eux ».

#### Décompte avec jetons

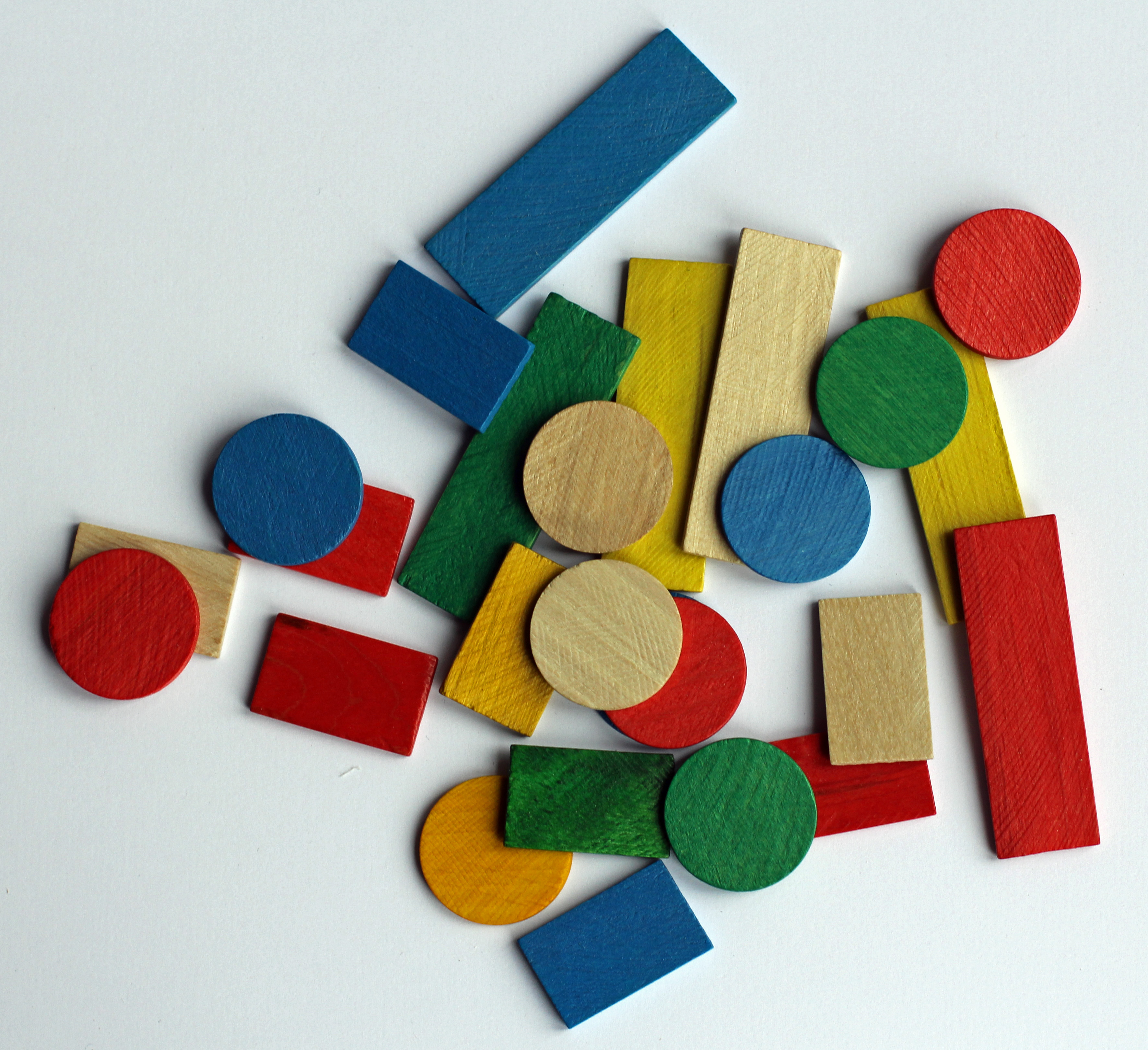
Jetons en bois pour les jeux des cartes

Les points peuvent également se marquer avec des jetons en bois ou en plastique, valant 10 points, 50 points et 100 points. La tourne (le franchissement de la mi-partie soit 500 points) peut se marquer avec un jeton différent, par exemple un jeton rond plus gros que les autres ou un jeton « 500 ». Cela permet d'éviter l'accumulation de jetons sur le tapis. C'est un joueur désigné avant le début de la partie qui est chargé de tenir « la banque ».
Que ce soit sur papier ou avec jetons, les scores sont généralement arrondis aux multiples de 10 lors du marquage des points.
La somme des 2 scores étant de 162, la dernière décimale des scores des 2 équipes est toujours parmi :
- 1 et 1 (ex. : 101 et 61)
- 2 et 0 (ex. : 82 et 80)
- 3 et 9 (ex. : 43 et 119)
- 4 et 8 (ex. : 54 et 108)
- 5 et 7 (ex. : 75 et 87)
- 6 et 6 (ex. : 76 et 86)

On en déduit un arrondi pour les scores se terminant par :
- 0, 1, 2, 3, 4 et 5 : arrondi inférieur, l'adversaire a le complément pour atteindre 160.
- 6, décimale de parité, arrondi supérieur et l'adversaire a le complément pour atteindre 170. Ce décompte ne fait pas partie des règles officielles de la Belote classique.
- 7, 8 et 9 : arrondi supérieur, l'adversaire a le complément pour atteindre 160.

Exemples :
- 64 devient 60, l'adversaire a 100 ;
- 105 devient 100, l'adversaire a 60 ;
- 106 devient 110, l'adversaire a 60 ;

#### Cas particulier
Si l'équipe atout totalise 80 points (75 à 80+), l'équipe adverse obtient 80 points des 160 originaux. Les points restants sont dits en ballotage et servent de réserve a l'équipe qui remporte la bataille suivante.

##### Alternative pour les arrondis à la dizaine
Il s'agit ici des règles officielles de la Belote classique. De nombreux joueurs utilisent une autre convention d'arrondis afin que la somme des points hors annonces soit toujours 160. En effet, avec la méthode de la dizaine la plus proche, un score de 86-76 pour les attaquants se traduit par 90-80, soit un total de 170.
Afin de conserver le total de 160, on peut décider d'arrondir les scores :
- se terminant par 1, 2, 3, 4, 5 à la dizaine inférieure
- se terminant par 7, 8, 9 à la dizaine supérieure
- se terminant par 6 : dans ce cas les deux scores se terminent par 6 et on convient d'arrondir le score de l'équipe atout à la dizaine inférieure et l'autre score à la dizaine supérieure.

Exemples :
- 117-45 arrondi à 120-40 ;
- 116-46 arrondi à 110-50 (en supposant ici que l'équipe atout a fait 116 points, sinon il y aurait dedans) ;
- 115-47 arrondi à 110-50.

#### Arrondis à cinq points
On rencontre également une convention d'arrondis à 5 points près, toujours afin que la somme des scores arrondis hors annonces soit de 160.
On peut à cet effet convenir d'arrondir les scores :
- se terminant par 1, 2, 3 à la dizaine inférieure;
- se terminant par 9 à la dizaine supérieure;
- se terminant par 4, 6, 7, 8 à 5.

Exemples:
- 120-42 arrondi à 120-40 ;
- 119-43 arrondi à 120-40 ;
- 118-44 arrondi à 115-45 ;
- 117-45 arrondi à 115-45 ;
- 116-46 arrondi à 115-45.

D'un point de vue pratique, pour cet arrondi, on commence par enlever un point à chaque score puis on arrondit au multiple de 5 le plus proche.

### Litige
Quelle que soit la façon de compter les scores, quand chaque équipe marque 81 points (ou un nombre égal de points si jeu avec annonces, par exemple 116-116) il y a litige : l'équipe qui n'a pas pris marque ses points (80 ou 120 selon l'exemple) et les points restants sont remis en jeu et seront remportés à la mène suivante « en bonus » par l'équipe vainqueur de la donne:
L'équipe AC y va et fait 81 points et l'équipe BD fait 81 points : il y a litige. AC marque 0 point et BD 80. 80 points sont remis en jeu.
La question de savoir si on doit prendre en compte ou non la belote et/ou les autres annonces dépend largement des conventions; il est conseillé de se mettre d'accord avec ses partenaires de jeu sur la gestion des litiges avant de commencer à jouer.

### Fin de la partie
Une partie se joue généralement en 1000 points (règles officielles de la Belote classique), 1001 points ou 1010 points si les scores sont arrondis à la dizaine. Ce total à atteindre doit être décidé avant le début de la partie.
Si les deux équipes dépassent ce score lors de la même partie, l'équipe qui atteint le plus gros total remporte la partie. Si elles ont le même score après avoir dépassé les 1000 points, des donnes sont jouées jusqu'à ce qu'une équipe marque plus de points que l'autre.
Dans certaines régions françaises telles que la Vendée, une partie se joue en 12 donnes et l'équipe qui a engrangé le plus de points remporte la partie.
D'aucuns arrondissent le décompte des points à la dizaine inférieure ou supérieure mais en fin de partie on peut décider de compter au point près (par exemple 113 au lieu de 110), l'équipe en tête d'un ou plusieurs points ayant gagné. De même, si une équipe qui a 870 points marque 127 points, elle totalise 997 et il lui manque 4 points pour finir : une donne supplémentaire est effectuée.
Par contre si les totaux restent rigoureusement identiques une donne supplémentaire est effectuée pour  les départager.
On ne peut pas gagner en étant capot (règle non officielle de la Belote classique) : si une équipe qui a 990 points a la belote mais qu'elle est capot (et qu'on admet qu'elle marque cette belote), elle marque 20 points et totalise 1010 points mais n'a pas gagné même si l'équipe adverse totalise un score inférieur à 1010 points voire inférieur à 1001 points : une donne supplémentaire est effectuée.

## Les annonces

### Deux écoles
À la belote (et à la coinche), il y a les partisans du jeu « sans annonces » (hormis la belote qui est « la base » du jeu) et ceux qui jouent avec annonces. Une annonce est une combinaison de cartes que l'on a en main à la suite de la donne et qui donne droit à un bonus de points. Jouer les annonces ajoute une part importante au facteur chance quant à l'issue de la partie.
Jouer avec annonces apporte de l'imprévu et de l'animation dans le jeu et peut influer sur les choix tactiques : on peut ainsi décider d'y aller « léger » parce qu'on a une annonce dont les points suppléeront (théoriquement...) à la carence de plis. L'obligation de montrer son annonce permet également de voir une partie du jeu de l'adversaire.
Choix peut être fait quelquefois de ne pas « annoncer son annonce » (par exemple une tierce en contre à l'atout) afin de ne pas dévoiler son jeu à l'adversaire...

### Belote / Rebelote
Quelle que soit la variante, la belote est toujours prise en compte. C'est une annonce constituée du Roi et de la Dame d'atout qui vaut 20 points. Elle est annoncée lors du jeu du Roi (on dit : « Belote ! »), puis de la Dame (on dit : « Rebelote ! », ou  « Dame Belote ! » ). Elle est perdue si elle n'est pas annoncée.
Dans certains cas, la belote reste personnelle en le sens où elle compte toujours comme points supplémentaires à l'équipe qui l'a annoncée. Ainsi, elle n'est pas perdue même en cas de "dedans" ou de capot.

### Tierce, cinquante, cent, carré
Une même carte peut servir pour plusieurs annonces : ainsi le 10 d'une tierce 9-10-Valet peut également faire partie d'un carré de 10 ; une Dame et un Roi peuvent à la fois faire partie d'une belote, d'une tierce et d'un carré, etc. Un carré de valets en contre met automatiquement dedans l'équipe qui part puisqu'elle ne pourra pas faire un score supérieur à 200 ni faire un capot.
La tierce
La tierce est une annonce constituée de trois cartes de même couleur qui se suivent dans l'ordre naturel (c'est-à-dire Sept, Huit, Neuf, Dix, Valet, Dame, Roi, As). Elle vaut 20 points ou 30 points (on peut trouver des variantes au niveau des règles.)
Une tierce à l'As (Dame, Roi, As) est communément appelée « tierce majeure ».
Le cinquante (ou quatrième)
Le cinquante est une annonce constituée de quatre cartes de même couleur qui se suivent dans l'ordre naturel, il vaut 50 points.
Le cent (ou quinte)
Le cent est une annonce constituée de cinq cartes de même couleur qui se suivent dans l'ordre naturel, il vaut 100 points.
Le carré
Le carré est une annonce constituée de quatre cartes identiques.
Le carré de Valets vaut 200 points.
Le carré de Neuf vaut 150 points.
Les carrés d'As, de dix, de Rois, de Dames (couramment appelé bordel), valent chacun 100 points.
Les carrés de sept et huit ne valent rien du tout. Certaines variantes permettent d'annuler les annonces avec un carré de 8 et d'annuler la partie avec un carré de 7.

### Modalités
Pour permettre de les comptabiliser, chaque joueur doit énumérer la ou les annonce(s) (hors belote) dont il dispose dès que son tour vient au cours de la première levée.
Par convention, on admet qu'il faut montrer les cartes constituant cette annonce sans qu'on ait à le demander. Cette annonce est montrée par le joueur aux trois autres joueurs dès que la cinquième carte a été posée sur le tapis (c'est-à-dire après la première levée) et même si ce n'est pas à lui de jouer. En cas de refus, son annonce est annulée.
À chaque donne, seule l'équipe qui dispose de l'annonce la plus forte comptabilise ses annonces.
- Une annonce est plus forte qu'une autre si elle vaut plus de points.
- Une annonce est plus forte qu'une autre annonce de même valeur si elle est plus haute (par exemple, un 50 au Roi (Dix-Valet-Dame-Roi) est plus fort qu'un 50 au Dix (Sept-Huit-Neuf-Dix).
- Une annonce est plus forte qu'une autre annonce de même valeur si elle comporte un nombre supérieur de cartes (par exemple, un 100 de six cartes est plus fort qu'un 100 de cinq cartes, même s'il est plus faible en hauteur)
- Une annonce est plus forte qu'une autre annonce si la première est à l'atout (par exemple, une tierce au 9 d'atout l'emporte sur une tierce au 9 d'une autre couleur).
- Deux annonces de même valeur et de même hauteur et qui ne sont pas à l'atout (par exemple, 2 tierces à la Dame) sont annulées mais néanmoins montrées toutes les deux à la cinquième carte posée sur le tapis. Personne ne marque de points d'annonces (sauf la belote, qui reste évidemment valable).
- Une annonce d'un carré de Sept ou de Huit permet d'annuler (mais n'oblige pas) les annonces de tous les joueurs pour cette donne (y compris de son partenaire).
- Dans certaines régions, le carré de sept permet d'annuler la donne.

### Comptabilisation des annonces
Lorsqu'elle comptabilise ses annonces, une équipe :
- ajoute la somme des points correspondants aux annonces de ses deux joueurs au total de points des plis qu'elle a remporté ;
- ajoute également ces points à son score total, sauf si elle avait pris et qu'elle fait finalement moins de points que l'équipe adverse, qui marque alors ces points ;
- la belote est à part, et est toujours marquée par l'équipe qui l'annonce, sauf lors de variantes où si les joueurs sont « pris » leurs adversaires leur prennent également leur belote s'ils en avaient une.

Il faut que l'équipe ayant fait une annonce ait la moitié de 162 soit 81 points pour gagner la donne. Mais en cas de perte les points des annonces sont gardées.

## Variantes

### Divers
Tout comme les plats traditionnels, si les principes de base sont communément acceptés la belote a été façonnée par le terroir et il y a pléthore de variantes qui peuvent changer d'une région à l'autre, d'une commune à l'autre voire d'un « bistrot » à l'autre ; il convient de se mettre d'accord au début de partie sur les règles précises. On trouve d'ailleurs, dans les tournois, des feuilles listant les règles en vigueur au cours du tournoi, pour éviter les confusions et les litiges.
- les points sont comptés arrondis à 5, ou comptés au point près ;
- les points marqués par l'équipe adverse lors d'une chute sont de 250 ;
- si les deux équipes dépassent le score à atteindre pour finir la partie en même temps, l'équipe qui a remporté la dernière donne remporte la partie ;
- si un adversaire a déjà coupé un pli, et que le joueur ne peut pas surcouper, il est autorisé à se défausser (au lieu de jouer un atout plus faible) ;
- il n'y a pas d'annonces (sauf la belote)
- une équipe capot marque quand même ses annonces mais ne peut pas mettre l'autre équipe dedans ni même gagner sur le coup (voir « fin de la partie »). Dans ce cas de figure tout le monde marque ses points et la partie continue. Une équipe capot peut même marquer plus de points que l'équipe qui y va !
- la belote n'est pas inviolable : c'est-à-dire qu'une équipe qui aurait pris, annoncé la belote et chuté perd les 20 points de la belote qui sont donnés à l'équipe adverse (qui marque 182) ;
- on ne compte pas les annonces (belote comprise) pour savoir si une donne est chutée ou non (on dit alors que les annonces ne servent pas à prendre) ;
- on ne compte pas les annonces (belote non comprise) pour savoir si une donne est chutée ou non (on dit alors que les annonces ne servent pas à prendre) ;
- on peut annuler la partie si l'on a strictement moins de onze points dans son jeu et aucun atout ;
- le carré d'As vaut 110 et le carré de neuf 140 (10 fois la valeur de la carte à l'atout) ;
- le carré de Huit annule les autres annonces ;
- le carré de Sept annule la donne ;
- l'ordre naturel pour déterminer les annonces est Sept, Huit, Neuf, Valet, Dame, Roi, Dix, As ;
- une même carte ne peut servir à deux annonces différentes (belote exceptée) ;
- lors de la distribution, si aucun atout n'est choisi au deuxième tour, le donneur est forcé de choisir un atout (variante appelée la vache) ;
- si la carte retournée est un Valet, le premier joueur à parler est obligé de prendre, en Belgique, on parle alors de Valet forcé ;
- après la distribution, si l'un des joueurs a moins de onze points, le tour est annulé ;
- on peut distribuer toutes les cartes, et procéder ensuite à des enchères pour déterminer l'atout. Cette variante est appelée coinche, ou encore belote bridgée ou contrée ;
- après un preneur (au premier ou au second tour), les autres joueurs peuvent « monter dans la couleur » en respectant l'ordre : trèfle, carreau, cœur, pique, sans atout, tout atout;
- on peut déclarer que c'est le roi qui doit être joué en premier en cas de belote-rebelote.

### Variante à 3 joueurs
Dans ce type de jeu, la personne qui a choisi l'atout joue contre les deux autres joueurs.
Dans une première variante, les règles restent les mêmes, mais on enlève du jeu les cartes 7 et 8 de façon que toutes les cartes soient distribuées, en 3 fois 8 cartes. Une autre variante consiste à retirer seulement deux 7 et à distribuer 3 fois 10 cartes. Le capot est très rare dans les variantes à 3.
- après le choix de la couleur, chaque joueur a la possibilité de changer le jeu en un 'sans' ou un 'tout' (le 'tout' étant le plus haut). Le 'sans' annule tous les atouts, le 'tout' fait de toutes les cartes des atouts; toutes les règles sont conservées pour ces deux types. La belote prend alors le nom de belote moderne, influencée par la coinche.
- si la carte retournée est un valet, le premier joueur doit faire le jeu dans la couleur du valet (ou bien un 'sans' ou un 'tout')

Il existe enfin une autre variante qui consiste à distribuer à chaque joueur 6 cartes (3 puis 3). La carte du dessus du paquet (retourne) est alors montrée et les enchères se déroulent comme à la belote classique.
Toutefois, si un joueur décide de prendre à la couleur de la carte retournée, il ne prend pas cette carte dans son jeu, à moins de posséder le 7 d'atout contre lequel il peut échanger sa carte s'il le souhaite.
- Cependant cette règle n'est valable que si la couleur de l'atout est celle de la retourne (par exemple, si la carte retournée est l'as de Pique, qu'aucun des trois joueurs ne souhaite prendre à pique et qu'au deuxième tour le joueur 1 prend à cœur, il ne peut échanger l'as de pique retourné ni contre le 7 de pique ni contre le 7 de cœur).

Une fois la couleur de l'atout définie, le donneur poursuit sa donne (3 cartes chacun). Chacun détient alors 9 cartes et il reste 4 cartes dans les mains du donneur. Celui-ci retourne la dernière carte du paquet (la bergère). Il reste alors 3 cartes face cachée.
Le jeu commence avec les mêmes règles que la belote classique.
Le but du preneur est de marquer plus de points que chacun de ses adversaires, il n'est donc pas forcé de marquer 81 points pour réaliser son contrat.
- Si un de ses deux adversaires marque plus de point que lui, le preneur est alors "dedans" et son adversaire marque ses propres points + ceux du preneur, mais le troisième joueur garde les siens.
- Si un des trois joueurs ne fait aucun pli, il est alors « capot » et ses deux adversaires se partagent les 100 points bonus (50 chacun) et les 10 points du dix de der sont annulés.
- Exemples de situations:
- 1 - Joueur A prend et fait 57 points, Joueur B, 46, et Joueur C, 40. Le joueur A a réalisé son contrat et chacun marque ses points.
- 2 - Joueur A prend et marque 57 points, Joueur B, 72, et Joueur C, 19. Le joueur A est alors mis "dedans" par le joueur B. Le joueur A ne marque donc pas de points, le joueur B marque 57+72=129 points et le Joueur C marque ses 19 points.
- 3 - Joueur A prends et marque 146 point, Joueur B et C sont capots. Joueur A marque donc 146 points, moins les points du dix de der, plus les 100 points de bonus. C'est-à-dire 236 points.
- 4 - Joueur A prend et marque 82 points, Joueur B, 60, et Joueur C ne fait aucun pli. Le joueur C est donc capot et les joueurs A et B marquent tous les deux 50 points de bonus et les points du 10 de der sont annulés.
- 5 - Cas particulier: Joueur A prend et marque 82 points (dix de der compris), Joueur B, 73, et Joueur C est capot. Les points du 10 de der sont alors annulés et les joueurs A et B marquent tous deux 50 points bonus. Le joueur A obtient donc un total de 82+50-10=122 points et le joueur B obtient 73+50=123 points. Le joueur A se retrouve alors dedans alors qu'il avait plus de point au départ. Le joueur A ne marque donc aucun point et le joueur B marque 123+122=245 points.

Cette variante est plus difficile à jouer car il reste des cartes faces cachées et les joueurs ont plus de mal à deviner le jeu de leur adversaire.
Il est important de noter qu'il n'existe aucune règle officielle de belote à trois, par conséquent, les règles sont très adaptables et on peut par exemple décider de prendre la retourne quoi qu'il arrive au lieu de l'échanger contre le 7 par exemple; ou autres adaptations qui faciliteraient le jeu.

### Variante à 2 joueurs (dite "découverte")
Dans la variante à deux joueurs (dite "découverte"), chaque joueur dispose de 16 cartes réparties en deux groupes : les cartes de main (6), et les cartes de table (10). Les cartes de table sont disposées en deux rangées horizontales de cinq cartes (une rangée par joueur) séparées par assez d'espace pour permettre le jeu de la carte.
Donne : 
1. Cartes de main : alternativement trois et deux en commençant par l'adversaire ;
2. Cartes de table : alternativement, deux rangées horizontales de cinq cartes faces cachées en commençant par la rangée de l'adversaire ;
3. La première carte du paquet est retournée et permet au joueur qui ne distribue pas de "parler". Le joueur qui ne prend pas l'atout reçoit une carte supplémentaire ;
4. Comme 2 mais faces visibles, superposées aux rangées de faces cachées distribuées en 2.

Les cartes sur table situées le plus proche de chaque joueur appartiennent à celui-ci et sont jouées exactement comme si elles faisaient partie de sa main (la différence est que chaque joueur a connaissance des cartes visibles de son adversaire).
Quand une des cartes de table face visible est jouée, on révèle la carte face cachée qui se trouvait sous la carte visible. Une carte face cachée ne peut pas être regardée avant que la carte qui la recouvre ne soit jouée.

### Variante à 2 joueurs (bis)
Dans cette variante, les joueurs disposent de 2 tas de 8 cartes distribuées de la manière suivante:
Donne : 
1. Cartes de main : alternativement trois et deux en commençant par l'adversaire.
2. Cartes de table : alternativement, deux rangées horizontales de quatre cartes faces cachées en commençant par la rangée de l'adversaire.
3. Comme 2 mais faces visibles, superposées aux rangées de faces cachées distribuées en 2.
4. La première carte du paquet est retournée et permet au joueur qui ne distribue pas de « parler ». Comme à la belote classique, le reste du jeu est distribué intégralement de manière que chacun des joueurs reçoive le même nombre de cartes.

Les cartes sur table situées le plus proche de chaque joueur appartiennent à celui-ci et sont jouées exactement comme si elles faisaient partie de sa main (la différence est que chaque joueur a connaissance des cartes visibles de son adversaire). Ceci représente l'information partielle qu'ont les joueurs sur le jeu de leurs partenaires et adversaires.
Quand une des cartes de table face visible est jouée, on revèle la carte face cachée qui se trouvait sous la carte visible. Une carte face cachée ne peut pas être regardée avant que la carte qui la recouvre ne soit jouée.
Si cette variante ressemble fortement à la variante dite « découverte », elle permet de conserver un peu plus l'esprit de la belote en le sens où elle simule l'information partielle que l'on apprend au fur et à mesure d'une partie dite classique. Le fait de connaitre les cartes posées devant soi avant la prise de décision permet aussi de réduire l'aléa et permet aux joueurs débutants de mieux comprendre la stratégie inhérente de ce jeu.

### Belote «de comptoir»
La belote de comptoir est une variante française du jeu original. Elle se joue avec 2 à 6 joueurs, toujours à 32 cartes, et il n'y a pas, à proprement parler de partenariat. Contrairement à la belote classique, cette variante introduit un système d'enchères : chaque joueur estime le nombre de points qu'il pense pouvoir faire en fonction du jeu qu'il a reçu. Celui qui porte l'enchère au plus haut prend la main et choisit l'atout, qui sera la couleur de la première carte jouée pour toute la durée du tour. Une fois le tour commencé, les règles classiques de la belote s'appliquent : obligation de fournir, obligation de couper, etc. En revanche, les annonces — au sens traditionnel de la belote — ne sont pas comptées (belote et rebelote, tierce, « 10 de der' » et autres).
Dans une partie classique, on distribue 5 cartes à chacun : moins il y a de joueurs au départ, ou moins il en reste en lice et plus il est difficile de réaliser des scores élevés et d'estimer la valeur du jeu de l'adversaire. Il est bien sûr possible de bluffer pour pousser les adversaires à monter leurs enchères trop haut pour leur faire perdre le tour.
Les annonces se font sur un barème fixe. Le joueur ayant pris la main doit faire exactement ou plus que le nombre de points qu'il a annoncé. Chaque tour gagné fait descendre sa feuille de score, qui compte généralement 6 ou 12 points au départ. L'objectif est d'arriver à zéro le premier pour sortir du jeu, le dernier joueur restant perd alors la partie. Toute annonce en dessous de 51 points vaut 1, entre 51 et 70 (le Banco), 2, entre 71 et 90 (le super Banco), 3, etc. Si le joueur qui a pris la main ne remplit pas son contrat, ce sont tous les autres qui réduisent leur score en fonction de l'annonce de départ. Tous les joueurs présents sont donc provisoirement réunis pour faire perdre le tour à celui qui a pris la main.
La feuille de score peut se présenter sous la forme d'une feuille sur laquelle on reporte le bilan des tours. Plus souvent, on utilise autant de dés qu'il y a de joueurs : on en place un devant chacun. Ils présentent la face 6 en début de partie et on tourne le dé en fonction du résultat pour arriver à zéro. Le dé du joueur sortant est retiré et les autres restent en lice. Pour un score final en 12 points, on fait deux « tours » de dé.
De nombreuses variantes existent, et peuvent, au bon vouloir des joueurs présents, s'appliquer pendant une seule et même partie. On peut par exemple effectuer un tour de cartes classique, à 5 cartes chacun, puis ne distribuer que 4, 3, 2 ou encore une seule carte pour augmenter la difficulté. Il est aussi possible de retourner une ou deux cartes du jeu de chacun des adversaires, afin de permettre à tous d'estimer plus précisément le nombre de points que peut rapporter le tour. On peut aussi chacun montrer ses cartes aux autres sans les voir soi-même : on joue alors uniquement sur la valeur du jeu des adversaires, sans avoir d'autre indication que les enchères lancées par ces derniers.
Il existe également une variante appelée la « lyonnaise », dans laquelle on ajoute un « chien ». Les joueurs enchérissent alors sur la valeur de leur jeu, de celui des autres et du chien. Le joueur qui remporte l'enchère de départ peut commencer directement avec son jeu, sans prendre le chien : celui-ci est alors perdu et personne ne peut surenchérir. Si, par contre, le chien l'intéresse, il prend la ou les cartes qui complètent au mieux son jeu et les remplace. En fonction de ce qu'il a rejeté, les autres joueurs peuvent alors surenchérir afin de récupérer à leur tour une ou deux des cartes ainsi remplacées. Cette variante a pour particularité de souvent pousser les enchères de départ assez haut, les adversaires finissant par deviner sans peine qui prendrait quelle couleur comme atout pour commencer le tour.

## La belote en ligne
La belote en ligne est l‘évolution logique du jeu de carte préféré des Français. Tout en cherchant à se rapprocher au plus près des sensations de la belote, les développeurs ont su faire évoluer et enrichir l’expérience ludique. La belote est disponible sur téléphone, tablette, sur des sites internet ainsi que sur les réseaux sociaux tels que Facebook. Lointaine descendante d'un jeu de levées Chinois du XIe siècle et du Karnöffel joué au XVe siècle, la Belote rencontre un vif succès en ligne avec des applications rassemblant des centaines de milliers de joueurs.
L’aspect physique et social du jeu est celui qui a le plus changé. En effet, les jeux en ligne ne permettent de voir que des avatars, voire des photos de profil. Le système de communication se partage entre chat et émoticônes. C’est un désavantage par rapport à des parties IRL puisque le nombre d’informations visuelles ainsi que les possibilités de communiquer sont drastiquement réduits. Cependant, il est possible de voir les fiches des joueurs, ce qui apporte de précieuses informations sur l’expérience du joueur par exemple.
Les joueurs perdent en convivialité ce qu’ils gagnent en volume de jeu. Là où il faut contacter un nombre suffisant de joueurs autour d’une table, les plateformes de jeu et les applications permettent de trouver instantanément des partenaires où que vous soyez. La belote en ligne permet en outre d’accroître le rythme et l’enchaînement des parties. Le temps de décision est relativement court, les joueurs sont rassemblés rapidement et le calcul des points est instantané. Cette automatisation ainsi que la présence de tables d’entraînement permettent aux joueurs de progresser plus rapidement.
La belote en ligne a aussi quelques inconvénients. Il est effet nécessaire d’avoir une connexion internet. De plus, il est possible que certains joueurs quittent la table par dépit et on ne peut pas choisir son partenaire et ses adversaires.
Des sites permettent la création de tables privées ce qui permet de choisir son partenaire et ses adversaires, un chat audio lancé en parallèle augmente la convivialité.
En outre, cela uniformise les règles, alors qu’il existe de très nombreuses variantes dans toute la France.
Il existe plusieurs modèles économiques. Certaines applications sont totalement gratuites mais avec peu de fonctionnalités, d’autres proposent une version Freemium mais cette fois avec plus de fonctionnalités ainsi que des graphismes plus élaborés.

## Glossaire
- La « jouerie » signifie la façon de jouer et d'appréhender les subtilités.
- Un 21 signifie avoir l'As et le Dix d'une même couleur dans son jeu, soit 2 cartes maîtresses. Plus rarement on dira « le 25 » (As, Dix, Roi). Un joueur ayant un 21 peut faire une entame ou prendre avec le 10 et non pas avec l'As pour faire comprendre à son partenaire qu'il a aussi l'As.
- Le 34 est le Valet d'atout + le Quatorze (le neuf d'atout qui vaut quatorze points).
- Le 45 est le Valet d'atout + le Quatorze + l'As.
- Le 55 est le Valet d'atout + le Quatorze + l'As + le 10.
- « Charger » consiste à mettre une forte carte (souvent un as ou un 10) sur un pli remporté par le partenaire, ou un pli qu'on espère (quand on est en seconde position) que le partenaire va remporter. Dans ce cas-ci, on « charge à l'aveuglette ».
- « Être à la gouttière, ou à la goulotte », « Être sous le robinet, ou sous la douche », ou encore « Être sous la coulée, ou dessous » signifie être placé après le donneur, et donc recevoir les deux ou trois cartes qui suivent la carte retournée pour le choix de l'atout. Cette position est stratégique car les cartes récupérées sont bien souvent de la même couleur que celle retournée.
- « Un sept, ça ramène ses bêtes. » est une expression du Nord de la France, qui signifie que si un sept est retourné, il est souvent suivi de fortes cartes à la gouttière.
- « Désatouiller » quelqu'un signifie faire tomber tous les atouts d'un adversaire.
- Faire une olivette consiste à lancer un atout relativement haut au premier tour lorsque c'est l'adversaire qui a pris qui joue juste après. Cette technique est très utile quand le preneur n'a pas le valet d'atout.

## Référence dans la musique
La chanson La belote (ou On fait une petite belote) écrite en 1924 par Albert Willemetz et Maurice Yvain a été interprétée entre autres par Mistinguett, Andrex, Arletty et Barbara.
Une référence importante à ce jeu est faite dans la chanson Arthur, où t'as mis le corps ?, écrite par Boris Vian et interprétée par Serge Reggiani. Le passage Belote, les gars, rebelote et dix de der, indique qu'Arthur joue à la belote, ses connaissances peuvent en déduire qu'il est au paradis et donc qu'il n'a tué personne.